# District de Matobo

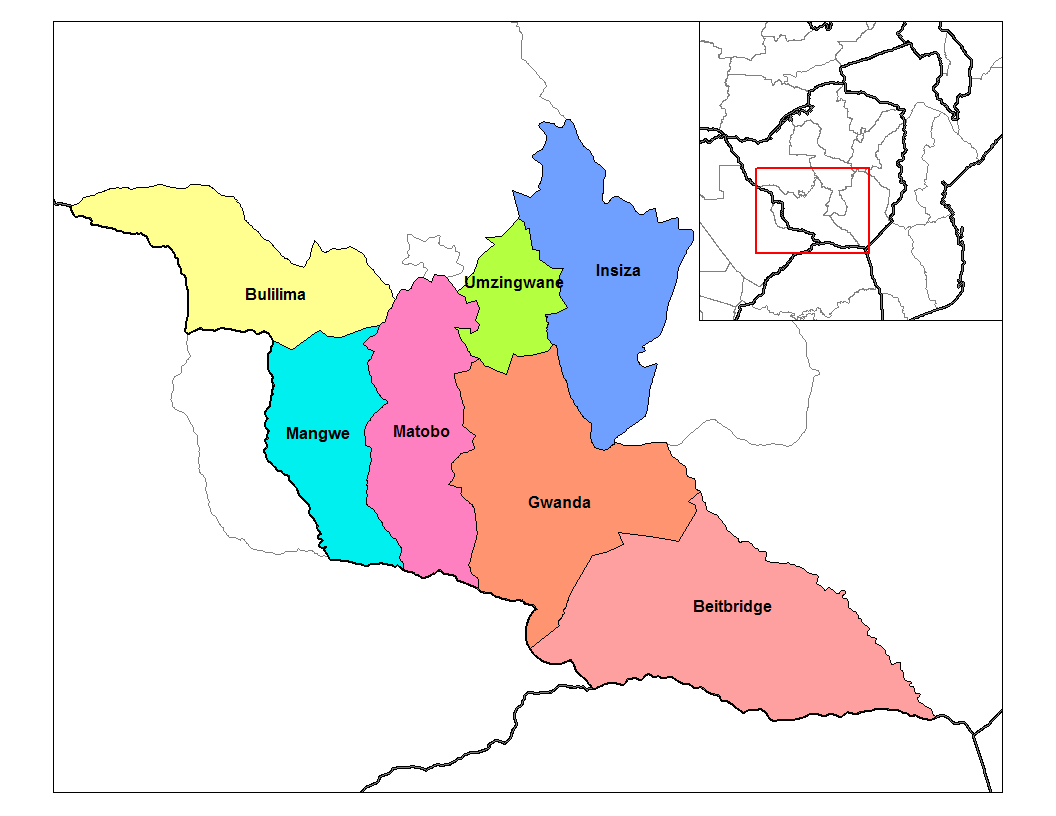
Carte des districts du Matabeleland méridional.

Le district de Matobo est une subdivision administrative de second ordre de la province du Matabeleland méridional au Zimbabwe. 